# 松濤
松濤（日语：／ Shōtō */?）是東京都澀谷區的一個町。有一丁目和二丁目。是東京知名的高級住宅區。

## 地理
松濤位於澀谷區的西南部，町內大多是住宅地，是東京都中心有名的高級住宅地聚集地。「松濤」一名得自當地的茶園「松濤園」。
北部與神山町相接。東部與宇田川町相接。東南部與道玄坂相接。南部與圓山町和神泉町相接。西部與山手通及目黑区駒場相接。

## 歷史
這一帶本來是山地，江戶時代紀州德川家的下屋敷在此建起。1876年（明治9年），轉讓給旧佐賀藩主的鍋島家，開始將狹山茶移植到這裡的茶園種植。1890年（明治23年）茶園生意因東海道線開通外地茶流入而銷量漸漸變差。。
後來茶園停辦，1904年（明治37年）轉成種植果樹，稱「鍋島農場」。農場地在大正時代被逐漸改造成高級住宅用地。1924年（大正13年）又在附近修建起兒童遊樂園。1934年（昭和9年）4月交由澀谷區管理。。
「松濤」一名則是在1928年（昭和3年）採用的。原來的鍋島侯爵邸在戰後華族制度費之後改造成了現在的鍋島松濤公園。

### 地名由來
源自鍋島家在此地設立的茶園「松濤園」。

## 交通

### 鐵路
町內沒有鐵路車站，可利用澀谷站與京王井之頭線神泉站。

### 巴士
- 東急巴士「東大裏」巴士站
- 東急巴士「東大前」巴士站

## 設施

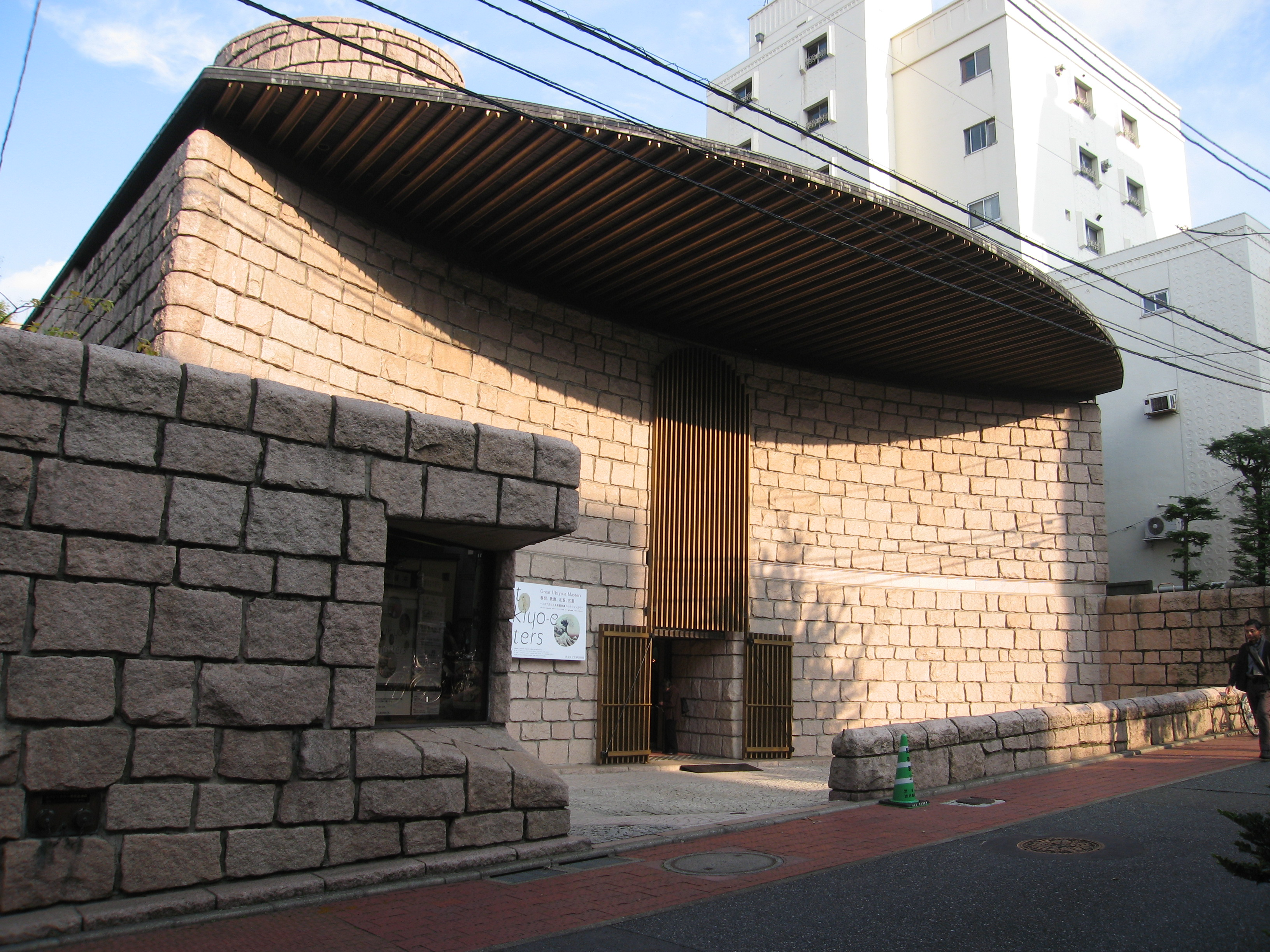
松濤美術館

- 中央醫院
- Bunkamura
- 戶栗美術館
- 澀谷區立松濤美術館
- 觀世能樂堂
- 鍋島松濤公園
- 東京都知事公館
- 吉布提大使館
- 澀谷區立松濤中學校
- 西野芭蕾舞團
- 山崎學園大學澀谷校區